# Aquis Originis
Aquis Originis o Aquis Ogeresibus es una de las once mansio que se encontraban a lo largo de la Vía XVIII, que comunicaba las ciudades romanas de Bracara Augusta con Astúrica Augusta. Las mansio eran hostales gestionados por el estado para el descanso de los viajeros que empleaban las calzadas romanas. Se encuentra en pleno parque natural de Baja Limia y Sierra de O Xurés.
En el año 2008 se encontraron tejas romanas en parcelas próximas, lo que podría aumentar el recinto de la mansio y llegar hasta casi el moderno Balneario de Lobios.

## Historia
Su construcción inicial data del Alto Imperio Romano, pero esta está actualmente arrasada. Las partes que se conservan corresponden a una segunda fase edificatoria entre finales del siglo II y principios del III, con diversas reformas hasta finales del siglo IV o principios del V.
Su extensión original rondaría los 500 metros cuadrados, con un sector residencial o pars urbana, que estaría dotado con complejos termales privados, peristilos columnados y probablemente, suelos decorados con mosaicos o pavimentos, así como pinturas murales.
El yacimiento de la villa termal fue encontrado de forma casual por los habitantes del lugar. En 1988 realizaron prospecciones superficiales, y entre 1989 y 1995 se llevaron a cabo cinco campañas de excavaciones arqueológicas por parte del Museo Arqueológico Provincial de Orense, en las que se encontraron monedas y otros objetos de oro y mármol. El ayuntamiento de Lobios compró el terreno entre 1990 y 1996, y se llevó a cabo una puesta en valor con la construcción de plataformas y colocación de paneles explicativos.